# Loro Ciuffenna
Loro Ciuffenna är en ort och kommun i provinsen Arezzo i regionen Toscana i Italien. Kommunen hade 5 878 invånare (2018).